# Pulau Pauh
Pulau Pauh is een bestuurslaag in het regentschap Tanjung Jabung Barat van de provincie Jambi, Indonesië. Pulau Pauh telt 986 inwoners (volkstelling 2010).